# فرانک ویگلزوورث کلارک
فرانک ویگلزوورث کلارک (به انگلیسی: Frank Wigglesworth Clarke)، زیسته (۱۸۴۷ مارس ۱۹ تا ۱۹۳۱ مه ۲۳) یک دانشمند و شیمیدان آمریکایی بود. به‌خاطر تعیین ترکیب پوسته زمین گاهی از او به عنوان پدر ژئوشیمی، نام برده می‌شود. او یکی از بنیانگذاران انجمن شیمی آمریکا بود و خود به عنوان رهبر (پرزیدنت) این انجمن در سال ۱۹۰۱ میلادی خدمت کرده‌است.
شهرت و اعتبار فرانک کلارک به دلیل تعیین ترکیب شیمیایی پوسته زمین است. به پیشنهاد الکساندر فرسمن زمین‌شیمی‌دان روسی، فراوانی عنصرهای شیمیایی در پوسته زمین و دیگر بخش‌های ژئوشیمیایی زمین (آب‌کره، هواکره، خاک‌کره، در انواع اصلی سنگ‌ها و…) در زبان روسی به نام کلارک نام‌گذاری شده‌است.